# آنجل درادوریان
آنجل درادوریان (متولد ۱۸ ژوئیه ۱۹۸۶)، که با نام مستعار درادوریان نیز شناخته می‌شود ، نوازنده‌ای ساکن لس‌آنجلس، کالیفرنیا است.  او بیشتر به خاطر همکاری‌اش با گروه Dirty Projectors به عنوان عضو تمام وقت از سال ۲۰۰۷ تا ۲۰۱۲ شناخته می‌شود. او برای دنبال کردن یک حرفه انفرادی، این گروه را ترک کرد.  در سال ۲۰۱۵، او یک آلبوم استودیویی انفرادی با نام The Expanding Flower Planet منتشر کرد . 

## زندگی و حرفه
درادوریان که در اورنجویل، کالیفرنیا  و با اصالت ارمنی متولد و بزرگ شده است،  اولین بار در پنج سالگی به موسیقی علاقه پیدا کرد، زمانی که در مدرسه خصوصی که در آن تحصیل می‌کرد، ویولن و پیانو را آموخت.  هر دو والدین او هنرمند هستند و او یک خواهر بزرگتر به نام آرلین دارد که او نیز با اجرای آثار تک‌نوازی خود در تورها شرکت می‌کند.  در سن 16 سالگی تصمیم گرفت مدرسه را ترک کند و حرفه موسیقی را دنبال کند.  او به بروکلین نقل مکان کرد، به گروه موسیقی Drive-thru Records به نام An Angle پیوست و اندکی پس از آن در سال 2007 به Dirty Projectors پیوست و نقش مهمی در ضبط آلبوم Bitte Orca ایفا کرد .  در سال 2012، او به همراه دوست پسر سابقش، آوی تاره، به لس‌آنجلس نقل مکان کرد . 
اولین آلبوم کوتاه درادوریان، Mind Raft ، در سال ۲۰۰۹ با نام خانوادگی او توسط Lovepump United Records منتشر شد.  در سال ۲۰۰۹، او آهنگی را با همراهی رستم باتمانقلیچ، نوازنده کیبورد گروه Vampire Weekend ، و وس مایلز، خواننده گروه Ra Ra Riot ، در آلبوم Discovery LP خود ضبط کرد . عنوان این آهنگ "می‌خواهم دوست پسرت باشم" است.  گروه Animal Collective او را برای اجرا در جشنواره All Tomorrow's Partys که در سال ۲۰۱۱ برگزار کردند، انتخاب کرد.  در سال ۲۰۱۱، او یک آلبوم ۷ اینچی با همکاری آلبرت مک‌کلاود منتشر کرد که شامل آهنگی از مک‌کلاود با عنوان "Planetarium 2010" و آهنگ خودش "Marichka" بود.  او به همراه جرمی هایمن، درامر سابق گروه Ponytail ، عضوی از پروژه Avey Tare، یعنی Slasher Flicks بود و آلبوم Enter the Slasher House را در سال 2014 منتشر کرد. 
در سال ۲۰۱۵، درادوریان اولین آلبوم استودیویی تک‌نفره خود، The Expanding Flower Planet ، را با لیبل Anticon منتشر کرد .  در سال ۲۰۱۷، او یک آلبوم کوتاه با عنوان Eternal Recurrence منتشر کرد که مناظر مبهم و محیطی را با هم ترکیب می‌کند.  دومین آلبوم تک‌نفره کامل او، Find the Sun ، در ۱۸ سپتامبر ۲۰۲۰ توسط لیبل Anti- منتشر شد . 
در سال 2022، درادوریان و نوازنده روسی کیت ان وی، گروه دونفره دسیسیو پینک را تشکیل دادند و آلبوم 2023 خود با نام Ticket to Fame را توسط فایر رکوردز منتشر کردند

## موسیقی شناسی

### آلبوم‌های استودیویی
- سیاره گل‌های در حال گسترش (۲۰۱۵)
- خورشید را پیدا کن (۲۰۲۰)
- بلیط شهرت (۲۰۲۳، در نقش دیکسیو پینک به همراه کیت ان‌وی )
- آماده برای بهشت (۲۰۲۵)

### آلبوم‌های گردآوری‌شده
- بداهه‌نوازی‌های بی‌جسم جلد ۱ (۲۰۱۹)

### آلبوم‌های کوتاه
- قایق ذهنی (۲۰۰۹)
- عود ابدی (۲۰۱۷)

### مجردها
- «ماریچکا» با «افلاک‌نمای ۲۰۱۰» (۲۰۱۱) (از آلبرت مک‌کلود جدا شد)
- «کوهستان» (۲۰۱۷)

### حضور مهمان
- یک فرشته - "ما می‌توانیم زیر الکل نفس بکشیم"
- دیسکاوری – «می‌خوام دوست پسرت باشم» از آلبوم LP (۲۰۰۹)
- ریشه‌ها – «آرامشی از نور» از آلبوم «چگونه من تمام کردم » (۲۰۱۰)
- U2 – «عشق معمولی» از آلبوم «ترانه‌های معصومیت» (۲۰۱۳)
- U2 – آهنگ The Troubles از نسخه لوکس Songs of Innocence (۲۰۱۴)
- فلایینگ لوتوس – «آهنگ سیرن» از آلبوم « تو مرده‌ای! » (۲۰۱۴)
- فیلم‌های اسلشر از اَوی تِر – ورود به خانه اسلشر (۲۰۱۴)
- برندون فلاورز – «رویاها به حقیقت می‌پیوندند»، «نمی‌توانم عشقم را انکار کنم»، «هنوز تو را می‌خواهم»، «بین من و تو» و «قلبم را بکَنم» از آلبوم «اثر دلخواه » (۲۰۱۵)
- بوتس – «آکواریا» از آلبوم آکواریا (۲۰۱۵)
- همیلتون لایتهاوزر + رستم – «۱۹۵۹» از فیلم «رویایی داشتم که تو مال من بودی» (۲۰۱۶)
- Avey Tare – Eucalyptus (2017)
- رستم – آهنگ «در آغوشت می‌گیرم» از آلبوم Half-Light (۲۰۱۷)
- بوتس – "زبان" (۲۰۲۰)